# Révolution iranienne
Ne doit pas être confondu avec Révolution constitutionnelle persane.
 (juillet 2014).
La révolution iranienne, également appelée révolution islamique ou révolution de 1979 est la révolution de 1979 qui a transformé l'Iran en république islamique, renversant l'État impérial d'Iran et la dynastie Pahlavi.

## Éléments précurseurs de la révolution
En 1941, le chah Mohammad Reza Pahlavi prend le pouvoir en Iran, après le départ de son père Reza Chah Pahlavi, forcé d'abdiquer en 1940 par l'invasion des Britanniques et des Soviétiques. Après une période d'interrègne civil, en 1953 un coup d'État, appuyé par une opération clandestine de la CIA et du MI6, l'opération Ajax renverse le gouvernement de son Premier ministre Mohammad Mossadegh pour mettre un terme à sa politique nationaliste et consolider le pouvoir du shah. Pahlavi maintient de bonnes relations avec les États-Unis, mais son gouvernement est critiqué pour sa corruption et les pratiques violentes de la SAVAK, ce qui provoque des protestations en Iran et suscite une condamnation de la part de nombreux membres de la communauté internationale.
Une forte opposition politique se forme dans de nombreuses franges de la société pendant le règne du shah. À cet égard, les intellectuels laïques et libéraux, les mouvements populaires aux idéaux tiers-mondistes et nationalistes ont une importance particulière au sein de l'opposition en Iran. Par ailleurs, depuis la révolte du tabac en 1891, le clergé acquiert progressivement une influence politique autant que religieuse. Alors que cette opposition augmente, le shah réprime fortement les dissidents.
L'ayatollah Khomeini est un des chefs de file de l'opposition religieuse, qui proclame que le règne du shah est une tyrannie. Après l'arrestation de Khomeini, puis son exil d'Iran en 1964, les émeutes menées par les partisans du clergé augmentent. Le shah choisit fréquemment de répondre à ces émeutes par la violence, arrêtant et tuant les manifestants. On ne sait pas aujourd'hui combien cette campagne de répression a causé de victimes. Le gouvernement Pahlavi donne le chiffre de 86, alors que les exilés iraniens l'estiment en milliers.[réf. nécessaire]
En 1963 et 1967, l'économie de l'Iran croît considérablement, grâce à une augmentation des prix du pétrole ainsi qu'aux exportations d'acier. Mais l'inflation augmente au même rythme.
Faisant face à une opposition grandissante des dirigeants religieux, rejoints par les propriétaires de petites entreprises en 1975, le shah tente un nouvel effort pour reprendre le contrôle de la société iranienne. Cet effort consiste à essayer de minimiser le rôle de l'Islam dans la vie de l'empire, en louant à la place les réalisations de la civilisation Perse pré-Islamique. En 1976, le début du calendrier solaire iranien est donc déplacé depuis l'Hégire à l'ascension au trône de Cyrus le Grand. Dans le même temps, les publications marxistes et musulmanes sont fortement censurées.
Le programme de réformes du shah est connu sous le nom de « révolution blanche ». Ce programme abolit aussi le système agraire inégalitaire existant jusque-là (ayant par exemple pour conséquences de diminuer la taille des propriétés du clergé, diminuant par là leurs revenus), et accorde le droit de vote aux femmes, auquel le clergé s'oppose parce qu'il y voit une conspiration pour faire éclater la famille.
En février 1971, un mouvement de guérilla rurale, inspiré du foquisme, prend forme dans le Gilan à Siahkal. En dépit de l'échec des insurgés face aux forces de l'ordre du shah, cet événement marque le point de départ de nombreux mouvements de guérillas dans le pays au cours des années 1970.

## Conditions pré-révolutionnaires en Iran
La frange la plus pauvre de la population iranienne est aussi la plus religieuse et la plus opposée à l'impérialisme étranger. Les pauvres sont majoritairement ruraux, ou habitent dans des quartiers pauvres des grandes villes, particulièrement à Téhéran. Beaucoup d'entre eux souhaitent un retour au style de vie antérieur. De plus, les réformes du shah entamées pendant la « révolution blanche » ne tiennent pas toutes leurs promesses ; la réforme agraire a des ratés et mécontente fortement le clergé chiite et les autres grands propriétaires terriens.
De plus, dans les années qui suivent sa restauration sur le trône en 1953, la position du shah devient périlleuse. Cela est dû dans une large mesure à ses relations étroites avec l'Occident, aux réformes qui n'ont pas réussi pendant la révolution blanche, à la corruption et à la nature autoritaire de son gouvernement, particulièrement à cause de sa police secrète connue sous le nom de SAVAK (remplacée après la révolution par la « VEVAK »). Une opposition nombreuse au régime du shah commence à se former, au sein de laquelle existe une opposition laïque et démocratique.
Elle se compose de mouvements différents :
- le Front National, composé de notables mossadeghistes et d'intellectuels libéraux urbains ;
- l'extrême gauche urbaine (Organisation des moudjahiddines du peuple iranien), groupusculaire ;
- le parti communiste iranien (Tudeh) qui avait une base au sein de la population ouvrière.
- l'organisation marxiste des Fadaiyan-e-Khalq, qui rassemblait étudiants et ouvriers[9]

En octobre 1971, le shah organise la célébration du 2 500e anniversaire de la fondation de l'empire perse. Cette célébration se tient sur trois jours à Persépolis, avec plus de 600 invités étrangers. Les cérémonies en costumes d'époque achéménide sont grandioses, et les banquets qui les suivent mobilisent plus de 200 employés, spécialement venus de France à cette occasion. Une polémique dans la presse sur le coût des festivités contribue à ternir encore l'image du shah.

## Premières protestations
En 1977, à la suite de pressions du président des États-Unis Jimmy Carter (qui menace d'arrêter les livraisons d'armes) concernant les droits de l'homme et la liberté politique, plus de 300 prisonniers politiques sont libérés, la censure se relâche, et le système de justice est réformé. Carter fait surtout pression pour la liberté d'association, ce qui entraîne par la suite une multiplication des campagnes pour la liberté d'expression, de la part des intellectuels.
Ce début d'opposition est mené par Mehdi Bazargan et son « Mouvement pour la Liberté de l'Iran ». Ce groupe laïc, libéral, assez proche du Front national de l'Iran (progressiste), de Mohammad Mossadegh, connaît vite un soutien assez significatif en Iran et à l'étranger, notamment en Occident.
Ali Shariati est plus révolutionnaire : ce professeur et philosophe populaire et respecté cherche à obtenir la justice sociale et la démocratie à travers une interprétation moderne de l'Islam. Avant l'ascension de Khomeini, Shariati est le plus célèbre opposant au shah. Son meurtre à Londres en 1977 contribue grandement à l'augmentation des tensions. Khomeini devient alors la figure de proue de la révolution.
Le clergé se divise, certains s'alliant avec les libéraux laïques, et d'autres avec les marxistes. Khomeini, alors en exil en Irak, mène une petite faction de l'opposition qui se bat pour la fin du régime et l'établissement d'un état théocratique. Fin 1977, le fils de Khomeini, Mostafa est retrouvé mort ; Khomeini en blâme la police secrète du shah.
Les groupes d'opposants opèrent depuis l'extérieur de l'Iran, principalement depuis Londres, Paris, l'Irak et la Turquie. Les discours des chefs de ces groupes sont introduits clandestinement en Iran afin d'être diffusés à la population.

### États-Unis

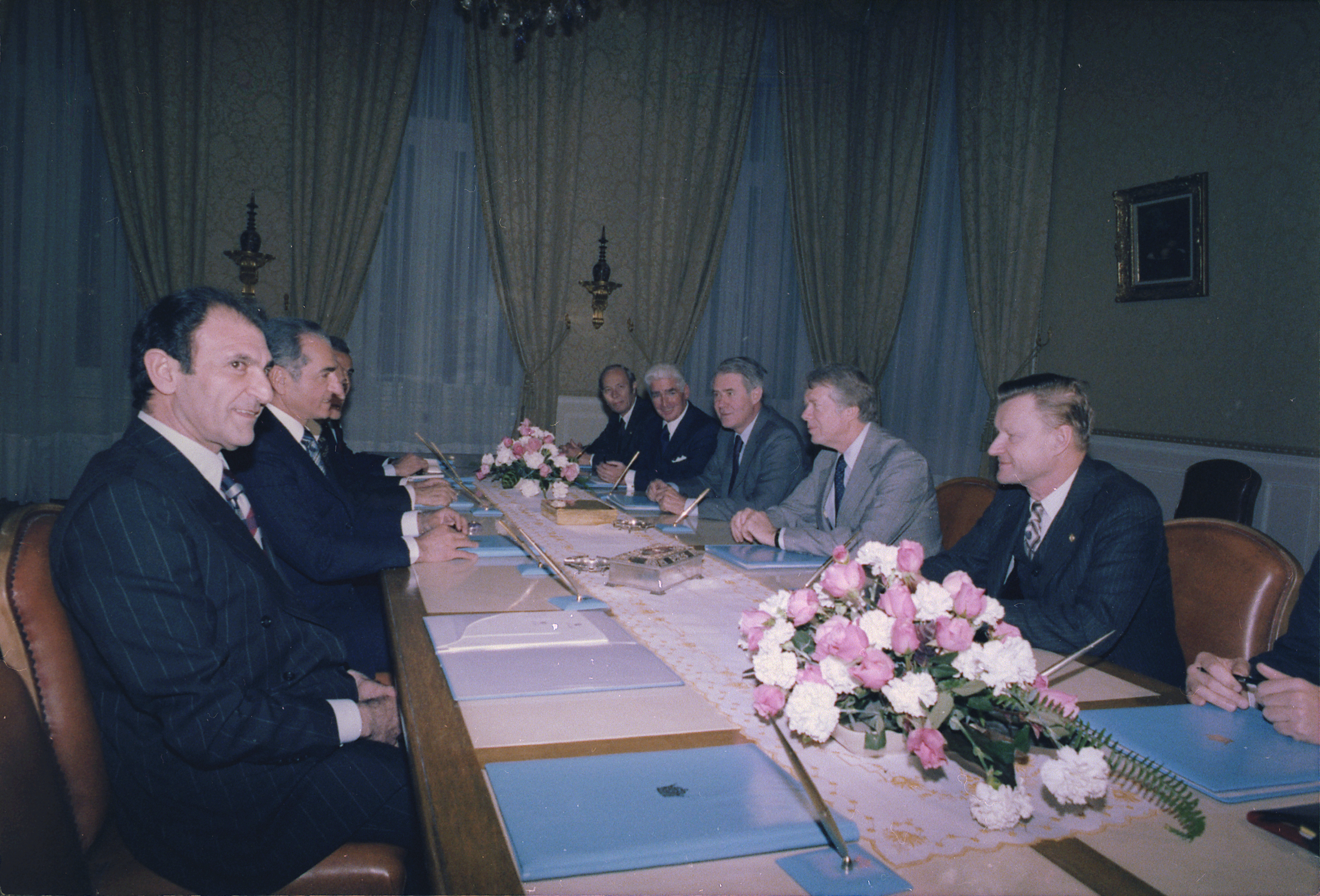
Le shah d'Iran rencontrant Alfred Atherton, William Sullivan, Cyrus Vance, le président Carter, et Zbigniew Brzezinski, 1977

Face à la menace d'une révolution, le shah d'Iran cherche de l'aide auprès des États-Unis. L'Iran occupe alors une place stratégique de premier plan dans leur politique étrangère au Moyen-Orient. C'est un îlot de stabilité, et un tampon contre la pénétration soviétique dans la région. L'ambassadeur des États-Unis en Iran, William H. Sullivan (en) se rappelle que le conseiller national à la sécurité, Zbigniew Brzezinski « assurait au shah que les États-Unis le soutenaient pleinement ».
Le 4 novembre 1978, Brzezinski appelle le shah pour lui signifier que les États-Unis le soutiendraient jusqu'au bout. Dans le même temps, certains officiels américains haut placés considèrent que le shah doit partir, sans considération pour son remplaçant. Zbigniew Brzezinski et le Secrétaire à l'Énergie James Schlesinger (ancien Secrétaire à la Défense sous la présidence de Gerald Ford), continuent à répéter que les États-Unis vont soutenir le shah militairement. Le soutien américain est donc apparemment total, cependant il n'ira pas aussi loin que lors du renversement de Mossadegh en 1953 que les États-Unis avaient organisé et financé dans l'Opération Ajax, alors même que le Shah était déjà en fuite.

## Montée de la contestation
Jusqu'en 1978, l'opposition au shah vient principalement de la classe moyenne urbaine, dont une partie plutôt laïque soutiendrait une monarchie constitutionnelle. Ce sont les groupes islamiques qui réussissent les premiers à rassembler de grandes masses contre le shah.
En janvier 1978, la presse officielle publie une rumeur destinée à faire du tort à Khomeini. Des étudiants et des meneurs religieux protestent contre ces allégations dans la ville de Qom. La police se déploie dans les rues, dispersant les manifestants et tuant plusieurs étudiants.
D'après les coutumes chiites, un service religieux se tient en mémoire des morts après un deuil de 40 jours. Le 18 février, des groupes marchent donc dans nombre de villes en honneur aux morts, et en profitent pour manifester contre le régime du shah. Cette fois-ci les forces de l'ordre répriment violemment la manifestation à Tabriz, et plus de cent manifestants sont tués. Le cycle de deuil et de célébrations se répète, et à partir du 29 mars, de nouvelles protestations ont lieu dans le pays. Des hôtels de luxe et d'autres symboles du régime du shah sont détruits. Le cycle reprend le 10 mai.
Les dommages dus aux manifestations, en plus de l'inflation effrénée, frappent de plein fouet l'économie iranienne. À cause de cela, le gouvernement impose des mesures d'austérité à l'été 1978 qui provoquent l'annulation de nombreux projets publics et le gel des salaires. Ces mesures aggravent le chômage et le ressentiment de la population. De plus en plus, la classe ouvrière se joint aux étudiants et à la classe moyenne contre le régime.

## Chute du shah
En septembre, la nation se déstabilise rapidement ; les manifestations massives deviennent régulières. Le shah introduit la loi martiale, et interdit toute manifestation. Le vendredi 8 septembre, une manifestation massive a lieu à Téhéran. Défavorable à l'usage de la répression violente qui risque de dégénérer en bain de sang, le shah refuse dans un premier temps cette option proposée par les responsables de la SAVAK. Or, les forces de l'ordre ne disposent pas du matériel adapté (gaz lacrymogène, lances à eau, etc.) pour contrôler les débordements de foule, et il s'avère impossible de maîtriser les rassemblements de plusieurs millions d'individus autrement que par les armes. Le shah, dans une position délicate, accepte finalement le déploiement de l'armée en remplacement des forces de l'ordre. Les militaires sont autorisés à utiliser la force (tanks, hélicoptères et fusils) pour maintenir l’ordre. Ce jour reste connu sous le nom de Vendredi noir.

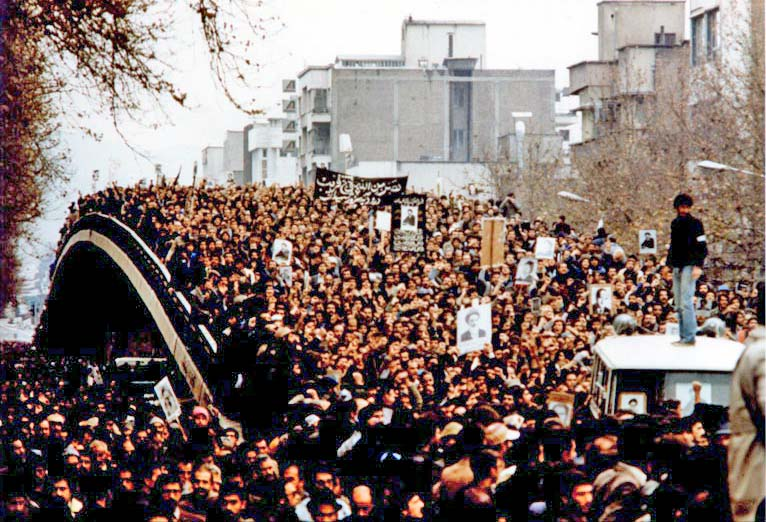
Manifestation massive à Téhéran.

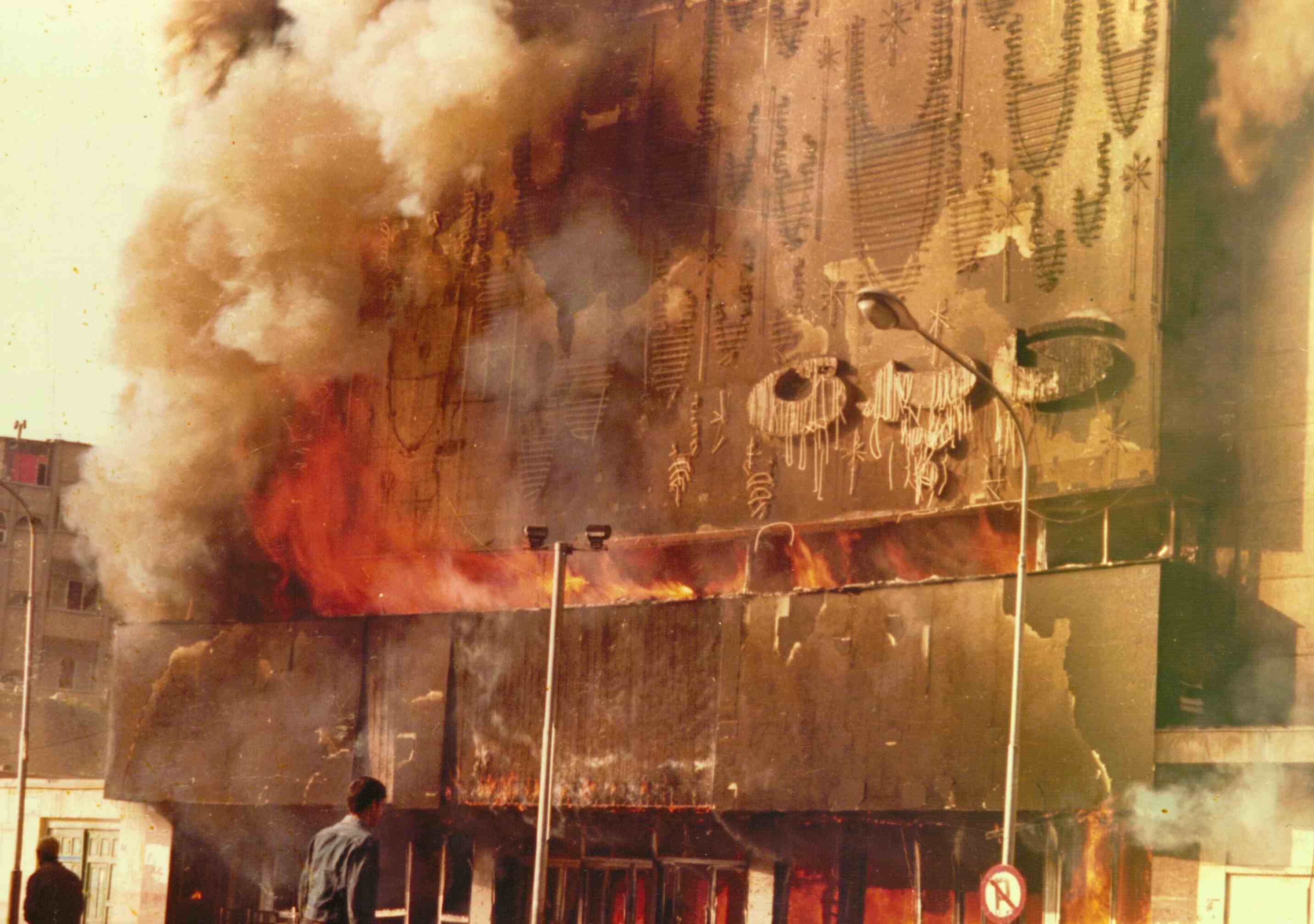
L'incendie du cinéma Capri, 5 novembre 1978, Téhéran.

Le Vendredi noir contribue à réduire encore plus le soutien au shah au sein de la population iranienne, ainsi que chez ses alliés à l'étranger. Une grève générale déclenchée en octobre paralyse l'économie, la plupart des industries étant fermées et les pétroliers étant bloqués dans le port d'Abadan.
Les protestations de 1978 atteignent leur paroxysme en décembre, pendant le mois saint de Muharram, un des mois importants pour les musulmans chiites. Des manifestants sont tués chaque jour, et chaque jour les protestations prennent encore de l'ampleur. Le 12 décembre, plus de deux millions de personnes défilent dans les rues de Téhéran pour protester contre la politique du shah. De surcroît, des dissensions apparaissent au sein de l'armée, notamment de jeunes officiers qui répugnent à ordonner de tirer sur la foule. Le shah, affaibli par la maladie et abandonné par les grandes puissances étrangères, vit retranché dans le palais de Niavaran. Face au chaos qui ne cesse de s'accroître et contre l'avis des officiers de la SAVAK, le shah ordonne que l'armée cesse de tirer dans la foule. Il joue alors sa dernière carte : la nomination de Shapour Bakhtiar au poste de Premier ministre.

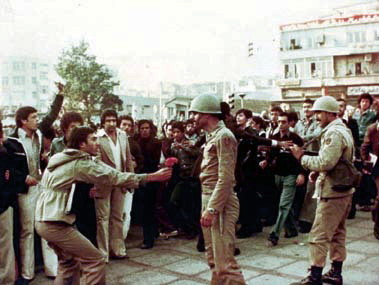
Un manifestant offrant des fleurs à un officier de l’armée.

Pour calmer la situation, Shapour Bakhtiar demande au shah de quitter l'Iran pour une durée indéterminée. Le 16 janvier 1979, parti en hélicoptère du Palais de Niavaran, le couple impérial arrive à l'aéroport militaire, où les attendent leurs derniers collaborateurs et officiers restés fidèles. L'avion doit s'envoler à destination de l'Égypte où le président Sadate attend les souverains déchus. Quelques semaines plus tard, le shah et l'impératrice Farah partent pour le Maroc, puis peu après pour le continent américain. L'errance se poursuit aux Bahamas, à Panama, au Mexique, dans un hôpital de New York et sur une base militaire du Texas. La présence du shah aux États-Unis sert de prétexte pour la prise d'otage de l'ambassade américaine de Téhéran. Réclamé par Téhéran pour être jugé (et probablement exécuté, comme la plupart de ses anciens collaborateurs) le shah est de nouveau accueilli par l'Égypte où il subit une nouvelle et ultime intervention chirurgicale. Il meurt peu après.
Entretemps, Shapour Bakhtiar tente de rétablir la situation. Il ordonne la dissolution de la SAVAK et la libération des prisonniers politiques. L'ayatollah Khomeini, depuis son exil de Neauphle-le-Château, est celui qui appelle depuis longtemps à mener la grève générale. Shapour Bakhtiar croit pouvoir encore gagner le soutien des partisans de Khomeini, et donc rester au pouvoir. Cependant, les discussions afin de trouver un compromis avec l'Ayatollah n'aboutissent pas et Khomeini délivre un message à ses partisans après la manifestation durent les célébrations Arbaïn, leur promettant d'être bientôt avec eux en Iran. L'aéroport de Téhéran demeure fermé plusieurs jours à cause de manifestations et de blocages organisés par l'opposition. Ce laps de temps permet aux partisans de s'organiser pour préparer la venue de Khomeini. Le 1er février 1979, l’ayatollah arrive à Téhéran où des milliers de personnes l’attendent. Il se rend ensuite au grand cimetière de Behesht-e Zahra (le Paradis de Zahra en persan) où il fait un discours livrant sa vision du futur de l’Iran.
L'ayatollah Khomeini élit alors résidence à l'école Alavi dans le centre de Téhéran. L'école devient le quartier général des révolutionnaires. Il dit vouloir créer un gouvernement provisoire dès que possible, puisqu'il estime que celui de Shapour Bakhtiar n'est pas légitime. Cependant, Shapour Bakhtiar ne peut accepter l'idée de se retrouver avec deux gouvernements en Iran. L'ayatollah Khomeini nomme tout de même Mehdi Bazargan Premier ministre, et lui demande de former un gouvernement. Le gouvernement de Bakhtiar est sous pression à cause des appels à manifester faits par Khomeini, appels suivis particulièrement à Esfahan. En réponse, les partisans de Bakhtiar manifestent en signe de soutien au Stade Amjadiyeh à Téhéran. La peur du conflit armé entre les deux factions commence à poindre. Khomeini rejette les appels qui lui sont faits d'appeler au conflit armé et essaie plutôt de lier l'armée à son mouvement.
Le haut État major, devant le risque d'un conflit armé entre les partisans de Khomeini et ceux de Bakhtiar ordonne un couvre-feu afin de limiter les affrontements. L’armée est déployée en masse dans les villes iraniennes.
Les tensions politiques qui divisent le pays n’épargnent cependant pas les militaires. Certains sous-officiers se sont déjà joints à la révolution de Khomeini, particulièrement parmi les cadets de l'Armée de l'air. Les tensions montent entre officiers partisans de la révolution islamique et ceux partisans du Shah. Le 9 février 1979, un conflit armé éclate dans plusieurs casernes militaires dans le pays, notamment à la garnison Doshan Tappeh entre la Garde Impériale et les cadets. Ces affrontements montrent au grand jour les divisions internes de l'armée, traversée elle aussi par la révolution populaire que connait le pays.
Les nouvelles des affrontements entre officiers de l'armée ramènent les gens dans la rue, et le couvre-feu n'est plus respecté par la population, qui continue à manifester la nuit. De nouveaux combats éclatent dans les rues de Téhéran la nuit du 10 février après la rencontre de Shapour Bakhtiar avec des chefs de l'armée. Shapour Bakhtiar reste dans ses quartiers sous les ordres du Général Qarabaghi.
Au matin du 11 février, un « Conseil supérieur ad hoc des forces armées » est convoqué, 27 généraux y assistent et signent, à l'exception du général Jafar Shafaghat, un procès verbal attestant la « neutralité de l'armée ». Ces généraux du Shah, décidant de respecter ses dernières volontés (éviter à tout prix de faire couler plus de sang), annoncent la neutralité de l’armée face aux factions de Khomeini et de Bakhtiar. Le refus d'allégeance des militaires à la révolution islamique de l'ayatollah sera sévèrement condamné par le nouveau pouvoir chiite. D'importantes purges seront effectuées au sein des officiers et des généraux de l'État major, affaiblissant l'armée pour un éventuel conflit extérieur (voir Guerre Iran-Irak).
Peu après, l'ayatollah Khomeini fait faire à l'Ayatollah Moussavi Ardabili une déclaration à la radio, annonçant la victoire de la révolution.
Le soir du 11 février 1979, l'Ayatollah Khomeini arrive finalement au pouvoir et Mehdi Bazargan est son Premier ministre. Cette date marque alors la fin de l'Empire d'Iran, et la chute du gouvernement de Shapour Bakhtiar, contraint à la fuite. Au même moment, les forces révolutionnaires s'emparent des télévisions et des radios.
Le Parti démocratique du Kurdistan d’Iran et le Komala participèrent activement au renversement du régime dans les zones à majorités kurdes. Le premier propose alors un « Kurdistan autonome au sein d'un Iran démocratique », doté d'un Parlement mais où les questions de défense, de politique extérieure et de planification économique relèveraient de la compétence du gouvernement central iranien. Il demande également la reconnaissance de la langue kurde comme langue nationale au même titre que le farsi. Le Komala, plus proche du marxisme, militait pour une réforme agraire, la défense des droits des travailleurs, et la réduction du rôle et de l'influence des chefs tribaux.

## Khomeini prend le pouvoir

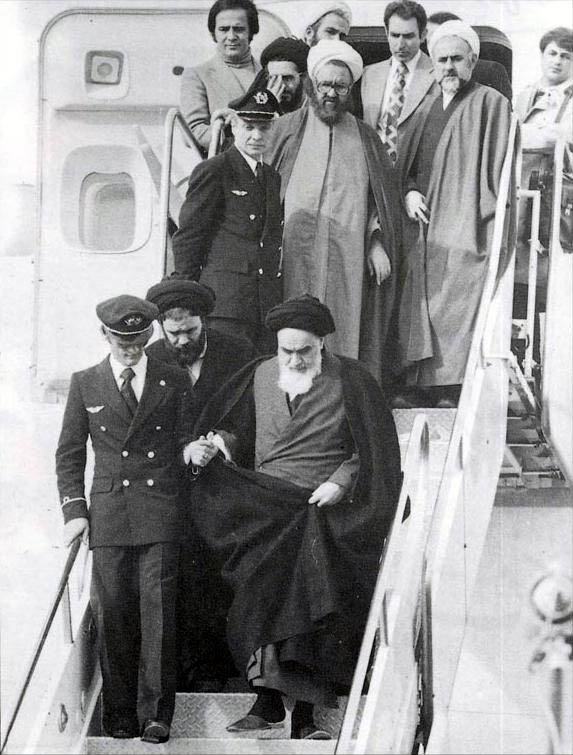
L'ayatollah Khomeini arrive à l'aéroport international Mehrabad le 1er février 1979 après 14 ans passés en exil.

La destitution du shah provoque une grande jubilation en Iran, mais de nombreux désaccords quant à l'avenir du pays apparaissent. Khomeini est la figure politique la plus populaire, mais il existe des dizaines de groupes révolutionnaires, chacun ayant sa propre vision de l'avenir de l'Iran, des factions libérales, marxistes, anarchistes et laïques, et également une bonne variété de groupes religieux cherchant à modeler l'avenir de l'Iran.
Les relations étrangères, économiques et militaires de la nation sont perturbées. Les premières années voient le développement d'un gouvernement bipolaire. Mehdi Bazargan devient Premier ministre, et le mouvement pour la liberté travaille à établir un gouvernement libéral laïque. Les religieux menés par Khomeini forment un pôle séparé du pouvoir, le parti républicain islamique. Les groupes essaient de coopérer, mais les tensions grandissent entre les deux factions.
Les théologiens sont les premiers à rétablir l'ordre dans le pays : les cellules révolutionnaires deviennent les comités locaux. Connus sous le nom de Gardiens de la Révolution à partir de mai 1979, ces groupes prennent vite le pouvoir dans les gouvernements locaux dans tout l'Iran, et récupèrent ainsi la plupart des pouvoirs locaux. Ils prennent aussi le contrôle des tribunaux qui rendent des jugements sur les anciens responsables des services de sécurité et des militaires du régime du shah : plusieurs dizaines d'officiers généraux et supérieurs ainsi que de hauts fonctionnaires sont ainsi sommairement exécutés pour bien montrer qu'il n'y a plus qu'une seule source de pouvoir en Iran. Les administrations de l'État iranien sont purgées des éléments jugés « non-révolutionnaires » et pro-Shah. Ils sont remplacés par des fidèles de Khomeini et de sympathisants de la révolution islamique. Ces purges touchent spécifiquement l'armée dont les effectifs passent de 500 000 à 290 000 hommes en l’espace d'un an.
En juin, le mouvement pour la liberté publie son projet de constitution, qui déclare l'Iran République Islamique, mais sans donner aucun rôle aux Oulémas ni à la loi islamique.
La constitution est soumise au vote de la législature nouvellement élue pour approbation, législature dominée par les alliés de Khomeini. La chambre rejette la constitution, en accord avec Khomeini, le nouveau gouvernement doit être « entièrement » basé sur l'islam.
Une nouvelle constitution est rédigée ; elle crée le puissant poste de Guide Suprême, chargé de contrôler l'armée et les services de sécurité, et pouvant mettre son veto à la candidature des prétendants au poste de président de la république. Un président de la république est élu tous les 4 ans au suffrage universel, mais seuls les candidats dont la candidature a été approuvée par le Conseil des gardiens de la constitution ont le droit de se présenter aux élections. Khomeini lui-même devient « Guide de la Révolution ». Se sentant sans pouvoirs et en désaccord avec la direction que prend le pays, Bazargan démissionne de son poste de Premier ministre en novembre 1979.

## Opposition à la révolution

### Relations avec l'Occident
La colère commence à gronder contre les États-Unis à la suite de leur décision, en octobre 1979, d'accepter le shah dans leur pays pour y soigner son cancer. Réfugiée alors au Mexique, la famille impériale est traquée, et les plus extrémistes réclament l'extradition du shah pour le condamner à mort. En réponse, le 28 novembre 1979, Khomeini exhorte la population à manifester contre les États-Unis et Israël, avec sa rhétorique anti-américaine, appelant alors les États-Unis le « Grand Satan » et les « ennemis de la Révolution ». Des étudiants rassemblés près de l'ambassade américaine prennent le bâtiment d'assaut et ses occupants en otage, puis mettent au jour le travail de la CIA par l'intermédiaire de l'ambassade. Khomeini est très loin de l'image de « Saint Homme », que lui a attribuée un peu trop vite le président Carter. Il utilise les méthodes oppressives qui avaient été dénoncées sous la dictature du shah. La prise d'otage durera 444 jours.

### Coup d'État manqué «Nojeh»
En juillet 1980, le conseiller à la sécurité nationale des États-Unis, Zbigniew Brzezinski rencontre le roi Hussein de Jordanie à Amman, afin de discuter d'une opération visant à amener Saddam Hussein à sponsoriser un coup d'État en Iran contre Khomeini. Le roi Hussein est alors le plus proche confident de Saddam dans le monde arabe, et sert d'intermédiaire pendant la préparation de ce coup d'État. L'invasion de l'Iran par l'Irak se ferait sous prétexte d'un appel à l'aide d'officiers loyalistes iraniens ayant préparé leur propre soulèvement le 9 juillet 1980 (nom de code Nojeh, d'après le nom de la base aérienne Shahrokhi/Nojeh à Hamedan). Les officiers iraniens sont coordonnés par Shapour Bakhtiar, qui a fui en France lors de la prise de pouvoir par Khomeini, mais opère depuis Bagdad et Souleimaniye au moment de la rencontre entre Brzezinski et Hussein. Cependant, Khomeini est informé de l'opération Nojeh par des agents soviétiques en France et en Amérique latine.

### Dans les pays voisins
Les chefs de l'Irak, du Koweït, de l'Arabie saoudite et des autres États du golfe Persique sont eux aussi dérangés par la révolution iranienne, car elle exalte les minorités chiites de leurs pays (sauf en Irak et à Bahreïn où les chiites sont déjà majoritaires) contre l'hégémonie sunnite, ce qui crée une situation susceptible de mener à une guerre interconfessionnelle. L'Iran de Khomeini appelle à la justice sociale au Moyen-Orient et à la fin de la corruption parmi les gouvernements de la région et dans le monde en général. Le nouveau gouvernement d'Iran apporte son soutien à la population noire d'Afrique du Sud, aux nations en voie de développement en Afrique, à Cuba et à l'OLP. Les livraisons de pétrole en direction d'Israël et de l'Afrique du Sud sont coupées dès le début de la révolution. L'Iran se déclare pays non aligné, s'opposant à la fois à la domination américaine et à la domination soviétique. L'émergence d'une théocratie radicale dominée par des chiites effraie nombre de ses voisins arabes sunnites. En 1980, l'Irak, soutenu financièrement et militairement par les autres pays arabes, puis par les États-Unis et les pays occidentaux envahit l'Iran avec l'espoir de détruire la révolution naissante. Ceci marque le début de la Guerre Iran-Irak qui fera perdre énormément de vies humaines et de ressources aux deux pays. L'Iran bénéficie de l'appui direct de la Syrie et de la Libye et indirect de l'URSS qui coupe temporairement ses livraisons d'armes à l'Irak dès le début de l'agression.
En dépit des importantes purges effectuées par Khomeini au sein de l'armée, l'Iran est nettement plus forte et organisée que ne le pense Saddam Hussein. L'invasion par l'Irak a rassemblé les Iraniens derrière le nouveau régime, les différends du passé sont oubliés face à la menace extérieure. La même année, une nouvelle constitution est approuvée par référendum à une très large majorité. Pour ceux qui restent opposés au nouveau régime, principalement les groupes d'extrême gauche, la guerre est un prétexte pour les soumettre à des traitements aussi brutaux que  la torture et les emprisonnements illégaux, comme au temps du shah.
Alors que l'Irak, à l'issue de la guerre Iran-Irak, ne réussit pas à défaire la révolution islamique, celle-ci ne parvient pas non plus à s'exporter. La guerre atteint donc une partie de ses objectifs puisque les populations chiites d'Irak et des pays du golfe Persique n’embrassent pas le nouveau modèle, même s'ils sympathisent avec lui.
C'est lors de la guerre civile au Liban que se développe l'influence iranienne. Le Hezbollah devient un allié proche des Iraniens, ne se mêlant pas des combats entre factions libanaises pour consacrer la majorité de ses efforts à se battre contre les Israéliens. Le soutien de l'Iran à un groupe considéré comme terroriste est à l'origine de la mise à l'écart de la République islamique par la communauté internationale.

## Galerie

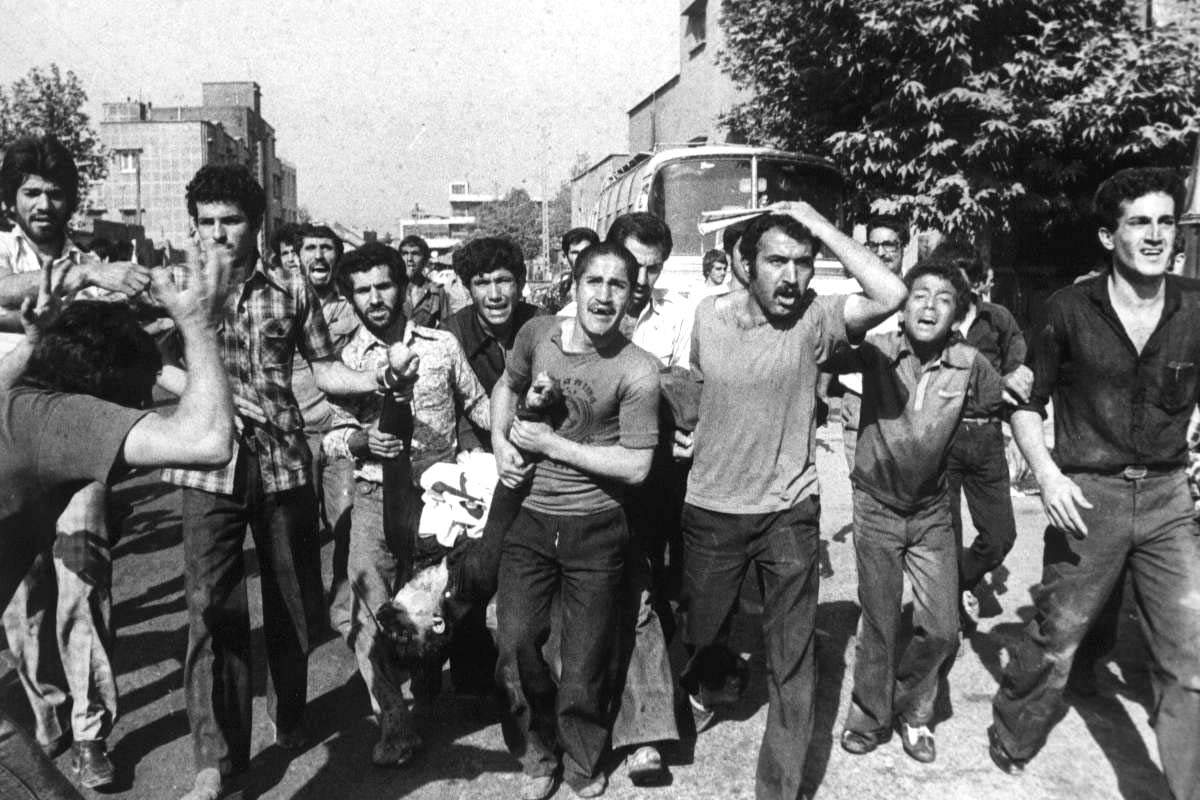
Un révolutionnaire blessé lors des manifestations contre le régime des Shah.
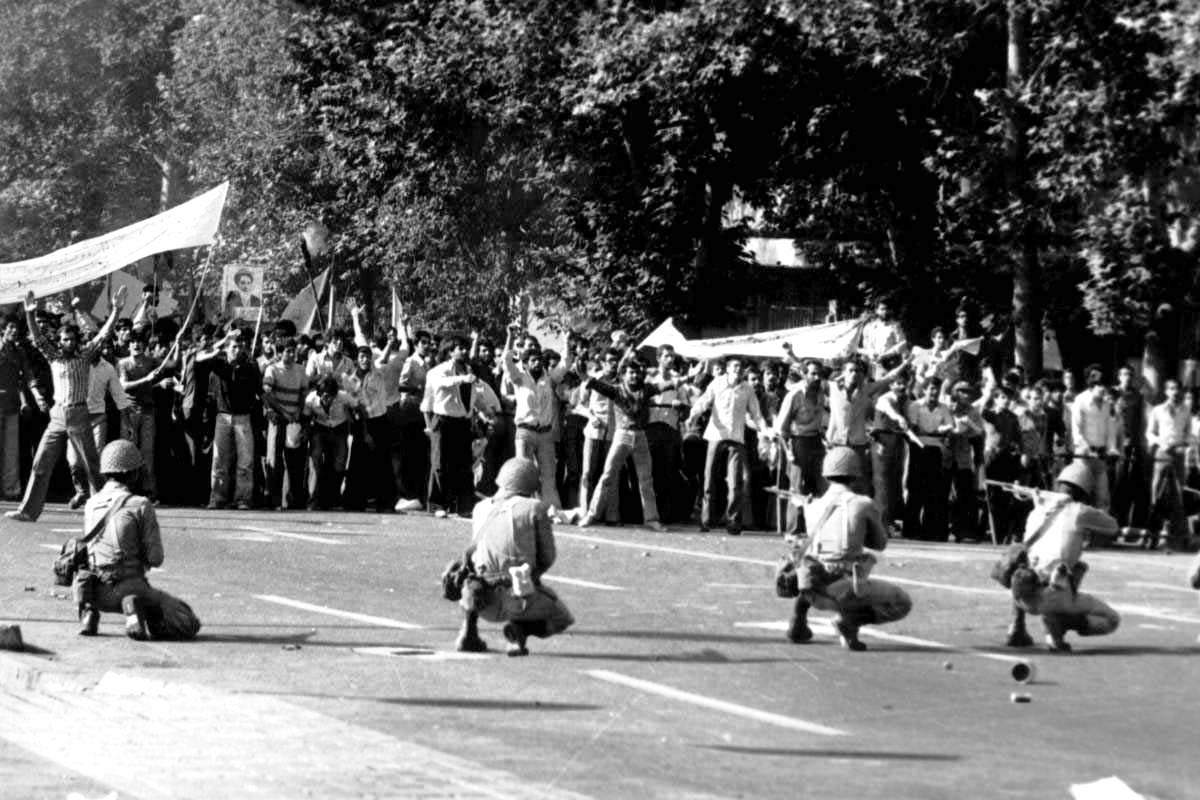
Manifestations du 8 septembre 1978 à Téhéran.
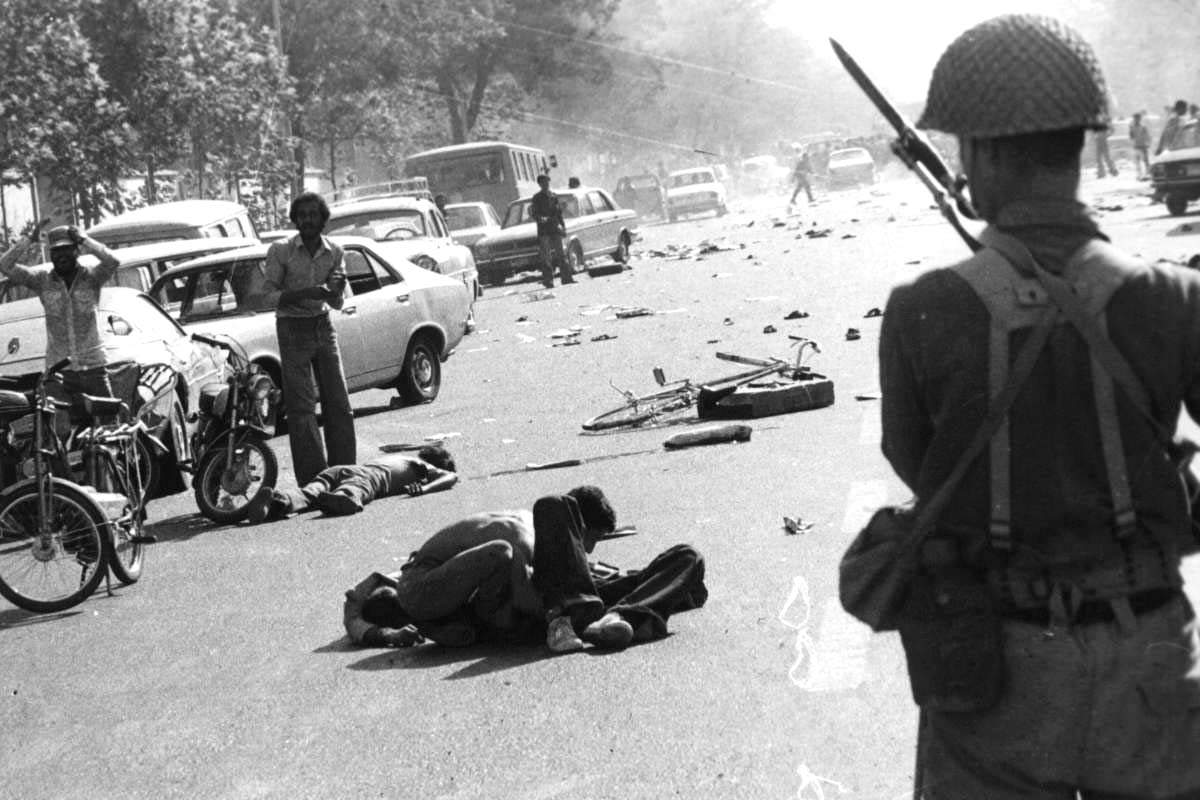
Victimes révolutionnaires du Vendredi noir en 1978.
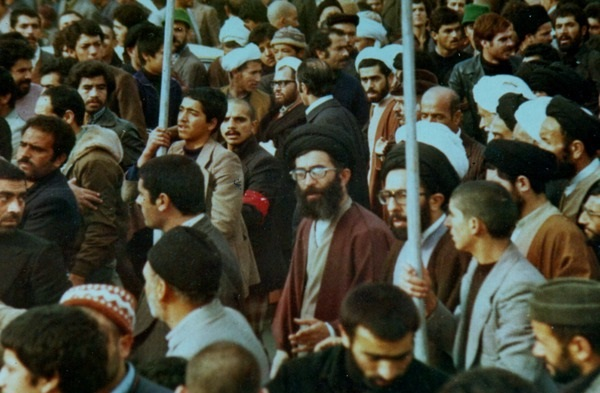
L'ayatollah Ali Khamenei, lors d'une manifestation révolutionnaire à Mashhad.
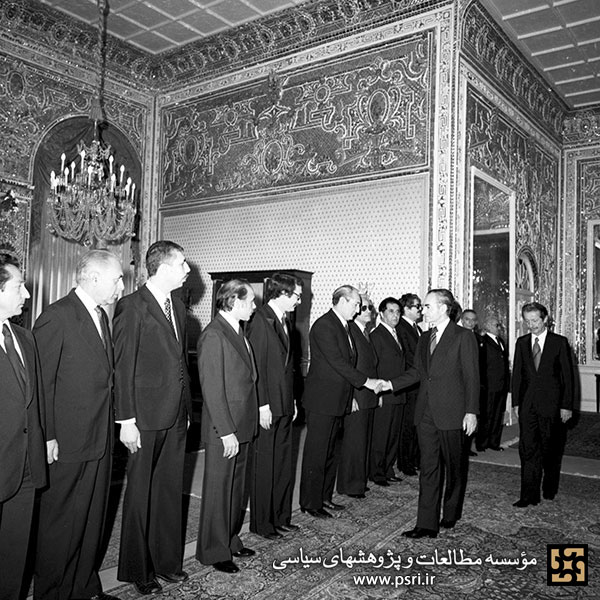
Shah visite le cabinet du Premier ministre iranien d'alors, Chapour Bakhtiar, avant son départ d'Iran.
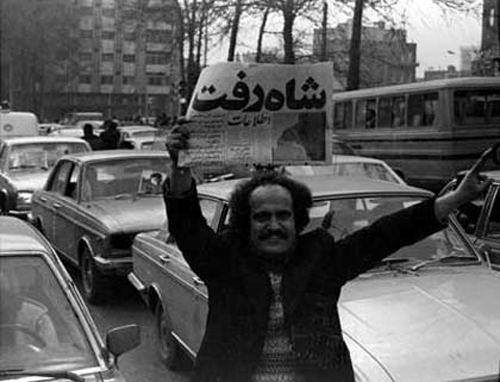
Des gens célèbrent le départ du Shah lors de sa fuite d’Iran.
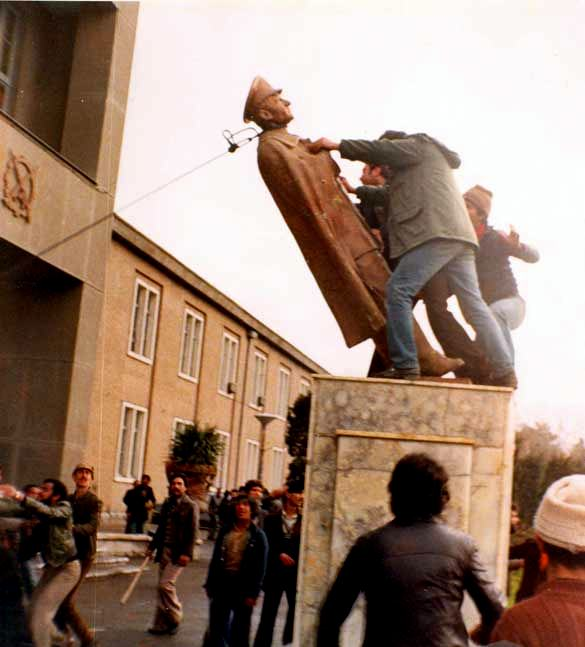
Retrait de la statue du Shah par des révolutionnaires à l’université de Téhéran.
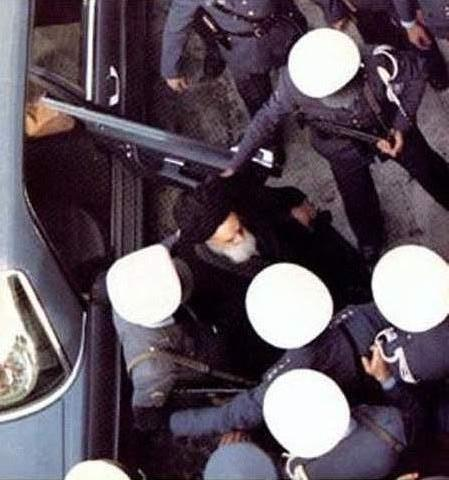
L'Ayatollah Khomeini à l'aéroport de Mehrabad à Téhéran.
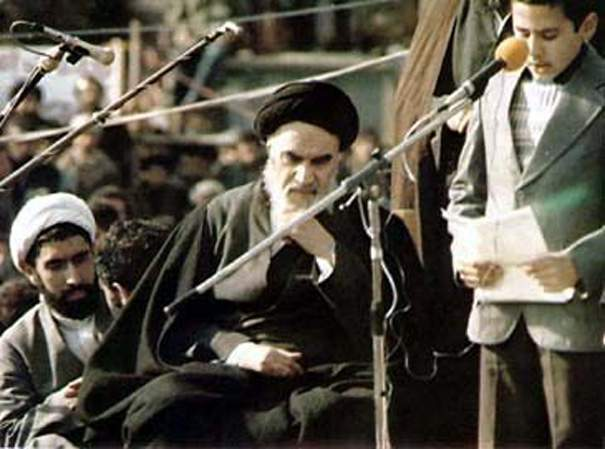
L’Ayatollah Khomeini au cimetière de Behesht Zahra.